# Enemy Engaged: Apache vs Havoc
Enemy Engaged: Apache vs Havoc (EEAH) es un juego de simulador de vuelo de helicóptero desarrollado por el desarrollador británico Razorworks para Microsoft Windows y publicado por Empire Interactive el 18 de octubre de 1998.

## Jugabilidad
El juego incluye dos helicópteros de combate totalmente simulados: el Apache Longbow AH64D estadounidense y el Havoc B Mil-28N ruso en múltiples campañas semidinámicas en terreno 3D con contornos completos y soporte de aceleración 3D. El jugador puede esconderse entre los árboles para permanecer fuera de la vista del enemigo y lanzar misiles antitanque letales. Se puede volar en cualquier momento del día, desde el amanecer hasta el anochecer y con lluvia y niebla. También cuenta con múltiples opciones y configuraciones de dificultad que permiten personalizar el simulador según las preferencias del jugador.

## Legado
Le siguió Enemy Engaged: Comanche vs Hokum, que se podía interconectar con Apache vs Havoc. También tiene una secuela llamada Enemy Engaged 2.
Se lanzó en GOG.com el 12 de marzo de 2009.

## Recepción
Apache/Havoc fue finalista del premio "Simulación del año" de 1999 de Computer Gaming World', que finalmente fue para MiG Alley.